# Melinda Gates
Melinda Ann Gates z domu French (ur. 15 sierpnia 1964 w Dallas) – amerykańska bizneswoman i filantropka, była żona Billa Gatesa.
Pracowała w Microsofcie w Jednostce Zarządzania Produktami (ang. Product Unit Manager): Microsoft Publisher, Microsoft Bob, Microsoft Encarta, Microsoft Expedia.
1 stycznia 1994 poślubiła Billa Gatesa, miliardera, założyciela firmy informatycznej Microsoft. Melinda i Bill mają trójkę dzieci. Są to: Jennifer Katharine Gates (urodzona w 1996), Rory John Gates (urodzony w roku 1999) oraz Phoebe Adele Gates (urodzona w 2002).
Melinda i Bill w roku 2000 założyli fundację charytatywną (Bill & Melinda Gates Foundation) by pomagać dzieciom (m.in. poprzez dostarczanie pożywienia i leków).

## Nagrody i wyróżnienia
W grudniu 2005, jako jedna z trojga reprezentantów „Miłosiernych Samarytan”, znalazła się wśród wyróżnionych tytułem Człowieka Roku przez tygodnik Time.

## Odznaczenia
- Prezydencki Medal Wolności – 2016[2]
- Order Orła Azteckiego – Meksyk